# Groene dijk
Groene dijk (Fries: Griene dyk) is de naam van een dijk centraal in de Nederlandse provincie Friesland. De dijk is het oostelijke deel van de Hemdijk. In Sneek heet de straat die over de dijk voert Groenedijk, verderop verandert de naam naar het Friese equivalent, Grienedyk.
De dijk wordt onderbroken door zijlen in de richting van de dorpen in de Rauwerderhem: de Offingawiersterzijl, de Loengasterzijl, de Goengasterzijl, de Gausterzijl, de Sybrandabuorsterzijl, de Tersoalsterzijl en de Abbenwiersterzijl. In Sneek kruist de dijk de Oudvaart, op de plaats van de voormalige Groendijksterzijl, hier ligt tegenwoordig een sluis. Nabij deze locatie stond ook het Groendijkklooster.
De dijk is in de 12e eeuw aangelegd als zuidoostelijke en zuidelijke dijk om het Rauwerderhem. Onder Sneek sluit de dijk aan op de dijk van het Scherhem. De dijk moest de bevolking beschermen tegen het water uit de Zuidwesthoek. In 1464 is de dijk bij Offingawiersterzijl doorgebroken. Ook in 1825 was er een doorbraak, waardoor een groot deel van de Rauwerderhem onder water stond.

## Generieke term

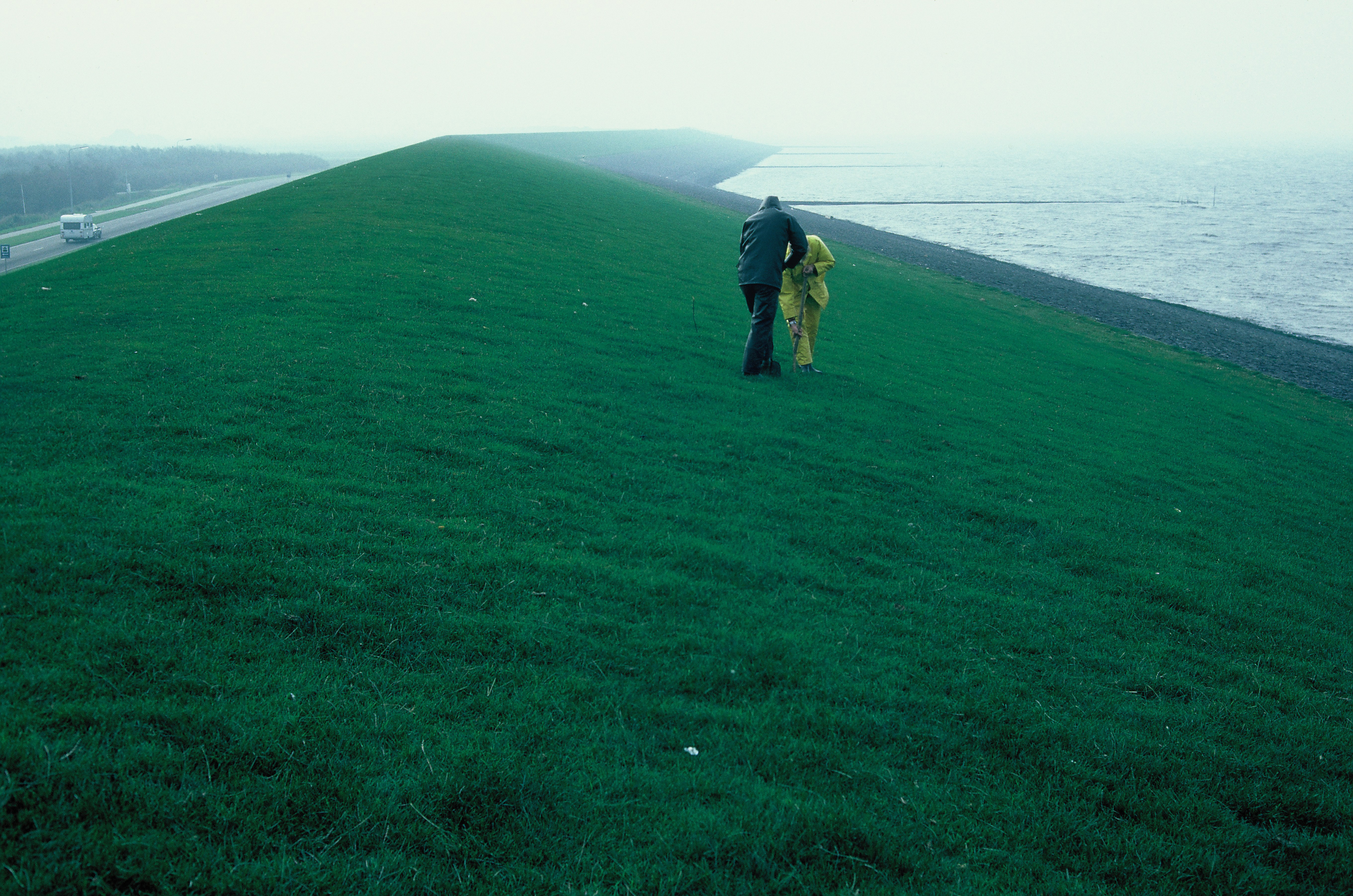
Groene dijk bij Harlingen

Sinds ca 1980 wordt de term 'groene dijk' generiek gebruikt voor een dijk zonder een harde taludbekleding. Door een dijk een flauw talud te geven kan men de harde bekleding vaak weglaten en volstaan met alleen met een grasmat. Langs de Friese waddenkust zijn veel dijken als groene dijk uitgevoerd.